# 巴勒斯坦总理
巴勒斯坦总理是巴勒斯坦國的政府首脑。

## 历史
巴勒斯坦总理一职设立于2003年，其职责是管理巴勒斯坦政府的日常活动。政府的行政权力實際仍然由巴勒斯坦民族权力机构主席掌握。巴勒斯坦民族权力机构的第一任总理是马哈茂德·阿巴斯。他于2003年3月19日被阿拉法特总统提名。4月29日，巴勒斯坦立法会批准了这项委任和他的政府。 阿巴斯的短期内以与阿拉法特就巴勒斯坦安全部门的控制权展开权力斗争为标志，阿拉法特拒绝将控制权让给阿巴斯。这个问题很关键，因为和平路线图计划要求巴勒斯坦方面停止巴勒斯坦各激进组织的暴力袭击，阿拉法特拒绝这样做。阿巴斯于2003年9月6日辞去总理职务，理由是缺乏以色列和美国的支持，以及反对他的政府的“内部煽动”。
阿巴斯的下一任是阿赫麦德·库赖，他作为巴勒斯坦立法委员会的议长成为代理总理。阿拉法特提名库雷担任总理一职，后者同意于9月10日组建“紧急政府”。 第二天，库雷决定组建一个完整的政府，而不是精简的政府。阿拉法特于2003年10月5日通过总统令任命库雷为总理，库雷的八人紧急政府于10月9日宣誓就职。法塔赫主导的巴勒斯坦民族权力机构和立法委员会拒绝对政府进行信任投票。阿拉法特和库雷在安全权力划分问题上僵持不下，本质上是巴勒斯坦安全部门的控制权问题，这也是导致阿巴斯辞职的同一问题。另一个问题是阿拉法特反对库雷提名纳赛尔·优素福将军为巴勒斯坦民族权力机构内政部长，他将控制安全部队。 11月4日，由于紧急政府的任期即将届满，他们同意库雷继续担任看守总理。 2003年11月12日，看守政府被2003年11月巴勒斯坦权力机构政府选举后的库雷的政府取代，这一点得到了巴勒斯坦民族权力机构的确认。哈卡姆·巴拉维被称为阿拉法特的“忠诚者”，被任命为内政部长，控制着安全部队。阿拉法特于2004年11月去世，马哈茂德·阿巴斯随后在哈马斯抵制的2005年1月巴勒斯坦总统选举中获胜后，库雷被要求继续留任，组建新政府，该政府于2005年2月24日举行。2005年12月15日，库雷辞职，副总理纳比尔·沙阿斯成为代理总理。然而，沙阿斯在九天后库雷重新上任时失去了这个职位。哈马斯在2006年1月25日举行的2006年巴勒斯坦立法选举中取得决定性胜利。库雷辞职了，但应阿巴斯总统的请求，直到2006年2月19日仍担任临时总理。哈马斯的伊斯梅尔·哈尼耶于2006年2月16日被提名为总理，新政府于2月20日正式提交阿巴斯，哈尼耶领导的巴勒斯坦权力机构政府于2006年3月29日宣誓就职。然而，阿巴斯总统和新政府之间的权力斗争出现在巴勒斯坦安全部门。阿巴斯让法塔赫附属的拉希德·阿布·什巴克担任巴勒斯坦安全服务三个分支机构的负责人，有权在三个安全分支机构中雇佣和解雇军官，绕过哈马斯内政部长赛义德·塞西姆的权限。阿巴斯还下令所有外交声明和交易都要与法塔赫主导的巴勒斯坦解放组织协调，而不是哈马斯外长马哈茂德·扎哈尔。 哈尼耶还领导了2007年3月17日组建的巴勒斯坦民族团结政府，该政府得到了巴勒斯坦民族权力机构的批准。 然而，在哈马斯接管加沙后，政府于2007年6月14日被阿巴斯总统解职。阿巴斯宣布紧急状态，并于6月15日任命由萨拉姆·法耶兹领导的紧急看守政府，暂停《基本法》条款，以免除所需的巴勒斯坦民族权力机构批准。 2007年7月13日，紧急状态根据基本法到期，阿巴斯总统颁布了一项新法令，继续紧急状态。法耶兹政府继续作为看守政府运作。2007年7月22日，法耶兹总理提交了他的政府以获得巴勒斯坦民族权力结构的批准。由于无法满足法定人数的要求，因为哈马斯成员抵制本次选举，所以在“特别”会议上批准了该协议。
与此同时，哈尼耶和哈马斯拒绝接受解雇，并声称自己仍然是巴勒斯坦权力机构的合法政府。这项挑战的基础是，根据基本法，总统可以解除一名现任总理的职务，但未经巴勒斯坦民族权力机构和立法委员会(由哈马斯控制)批准，不得任命替代者，在新总理得到适当任命之前，即将离任的总理领导一个看守政府。

## 职权
巴勒斯坦總理由巴勒斯坦民族权力机构主席提名，再經巴勒斯坦立法会行使同意權後委任。

## 列表
| # | 姓名                        | 图片 | 任期开始       | 任期结束       | 所属政党或派别 |
| - | --------------------------- | ---- | -------------- | -------------- | -------------- |
| 1 | 马哈茂德·阿巴斯             |      | 2003年3月19日  | 2003年9月6日   | 法塔赫         |
| 2 | 阿赫麦德·阿里·穆罕默德·库赖 |      | 2003年10月7日  | 2005年12月18日 | 法塔赫         |
| — | 纳比勒·沙阿斯               |      | 2005年12月18日 | 2005年12月24日 | 法塔赫         |
| 2 | 阿赫麦德·阿里·穆罕默德·库赖 |      | 2005年12月24日 | 2006年3月29日  | 法塔赫         |
| 3 | 伊斯梅尔·哈尼亚             |      | 2006年3月29日  | 2007年6月14日  | 哈马斯         |
| 4 | 萨拉姆·法耶兹               |      | 2007年6月17日  | 2013年6月6日   | 第三条道路     |
| 5 | 拉米·哈马达拉               |      | 2013年6月6日   | 2019年1月29日  | 法塔赫         |
| 6 | 穆罕默德·什塔耶             |      | 2019年3月10日  | 2024年3月31日  | 法塔赫         |
| 7 | 穆罕默德·穆斯塔法           |      | 2024年3月31日  | 現任           | 無黨籍         |